# Eriodictyon californicum
Eriodictyon californicum là loài thực vật có hoa trong họ Mồ hôi. Loài này được (Hook. & Arn.) Decne. mô tả khoa học đầu tiên năm 1846.